# Elezione del Presidente del Senato del 2008
L'elezione del presidente del Senato del 2008 per la XVI legislatura della Repubblica Italiana si è svolta il 29 aprile 2008.
Il presidente del Senato uscente è Franco Marini. Presidente provvisorio (che è il senatore più anziano) è il senatore a vita Giulio Andreotti (terzo in ordine d'età, 1919), per la rinuncia di Rita Levi-Montalcini (1909) e di Oscar Luigi Scalfaro (1918).
Presidente del Senato della Repubblica, eletto al I scrutinio, è Renato Schifani, esponente di Forza Italia.

## L'elezione

### Preferenze per Renato Schifani
| Scrutinio | Voti | Percentuale |
| --------- | ---- | ----------- |
| I         | 178  | 55,8%       |

## 29 aprile 2008

### I scrutinio
Per la nomina è richiesta la maggioranza assoluta dei componenti dell'Assemblea.
| Dati votazione | Dati votazione                     |     | Nome                     | Nome | Voti |
| -------------- | ---------------------------------- | --- | ------------------------ | ---- | ---- |
| Presenti       | 319                                |     | Renato Schifani          | 178  |      |
| Votanti        | 319                                |     | Emma Bonino              | 13   |      |
| Astenuti       | 0                                  |     | Giuseppe Pisanu          | 2    |      |
| Maggioranza    | 162                                |     | Giuseppe Lumia           | 1    |      |
|                |                                    |     | Helga Thaler Ausserhofer | 1    |      |
|                | Maria Elisabetta Alberti Casellati | 1   |                          |      |      |
|                | Franco Marini                      | 1   |                          |      |      |
|                | Paolo Rossi                        | 1   |                          |      |      |
|                | Sergio Zavoli                      | 1   |                          |      |      |
|                | Schede bianche                     | 117 |                          |      |      |
| Schede nulle   | 3                                  |     |                          |      |      |

Risulta eletto: Renato Schifani (FI)